# 玉泉惠真
玉泉惠真禪師（637年—751年），唐代僧人，為天台宗門下，弘景律師之徒。經常稱被為南泉真，或蘭若和尚等。唐中宗謚其為大惠禪師。

## 生平
長期居住於荊州南泉大雲寺的蘭若精舍。初学律，后在长安从善无畏学习心要密法。又至玉泉寺，从弘景学习天台教观。被唐中宗敕封为大惠禅师。
他曾經想至印度求學，至於南海船舶上時，遇到正欲回國的義淨法師，義淨法師希望惠真禪師能夠幫助他漢譯他所帶回的經典，於是兩人相偕回國。

## 弟子
弟子有一行禪師、承遠禪師。